# Orophea hastata
Orophea hastata är en kirimojaväxtart som beskrevs av George King. Orophea hastata ingår i släktet Orophea och familjen kirimojaväxter. IUCN kategoriserar arten globalt som livskraftig. Inga underarter finns listade i Catalogue of Life.